# Městské okresy v Číně

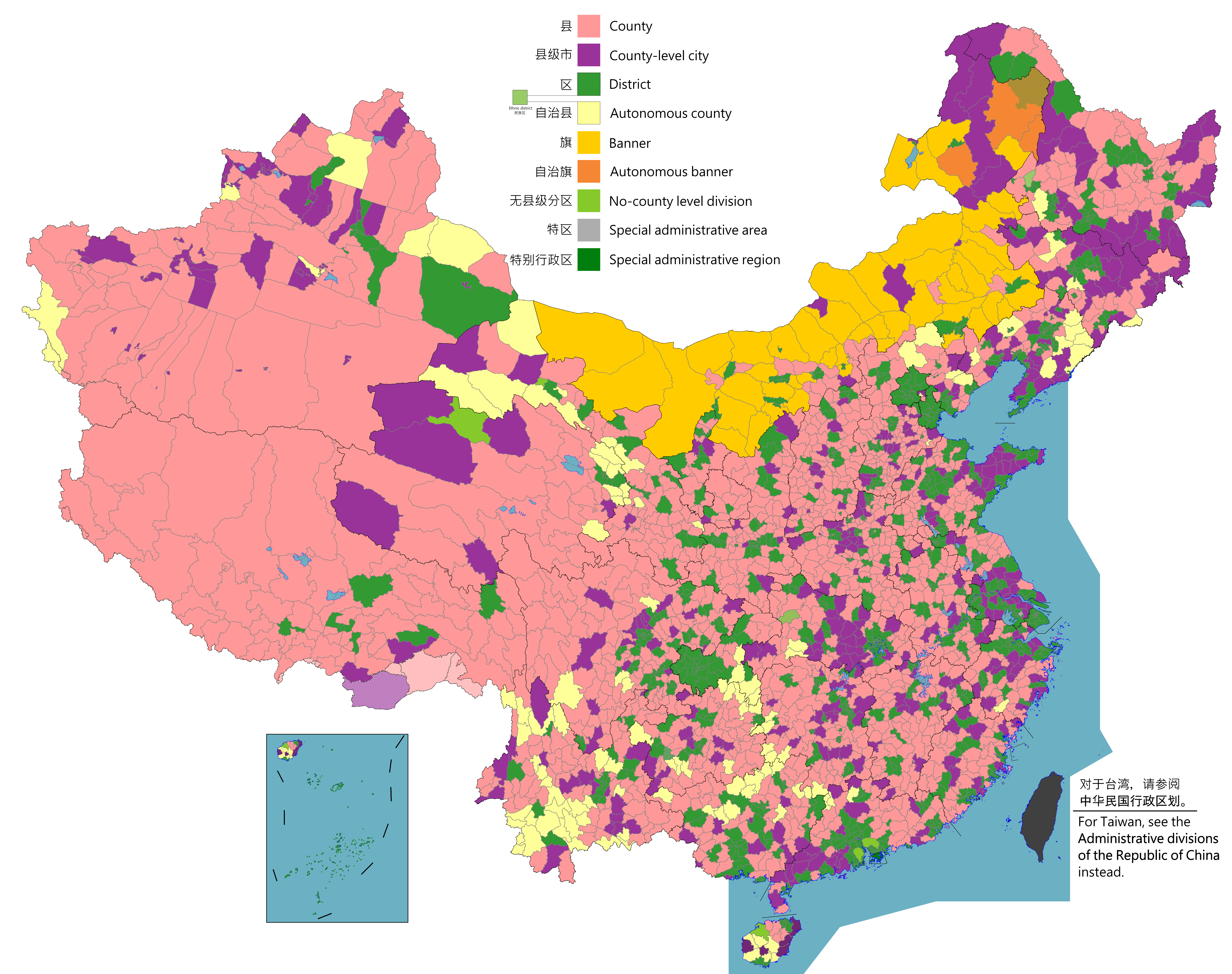
Dělení Čínské lidové republiky na okresní úrovni:
Okresy
Městské obvody
Městské okresy
Korouhve
Autonomní okresy
Autonomní korouhve
Správní výbor
Lesní obvod, zvláštní obvod; celky na nižší než okresní úrovni

Městský okres (čínsky v českém přepisu sien-ťi š’, pchin-jinem xiànjí shì, znaky 县级市) je administrativní jednotka Čínské lidové republiky na úrovni okresu. Její nadřazenou jednotkou je tedy obvykle nějaká z prefektur, několik městských okresů je ovšem spravováno přímo z příslušné provinční administrativní jednotky. Typický městský okres zahrnuje jak městskou zástavbu, tak (obvykle podstatně rozlehlejší) venkovskou krajinu. Jedná se tak do jisté míry o obdobu francouzské communauté d'agglomération.
Městské okresy byly vytvářeny zejména v osmdesátých a devadesátých létech dvacátého století, koncem roku 2005 jich v celé Čínské lidové republice bylo 374.